# Coccotropsis gymnoderma

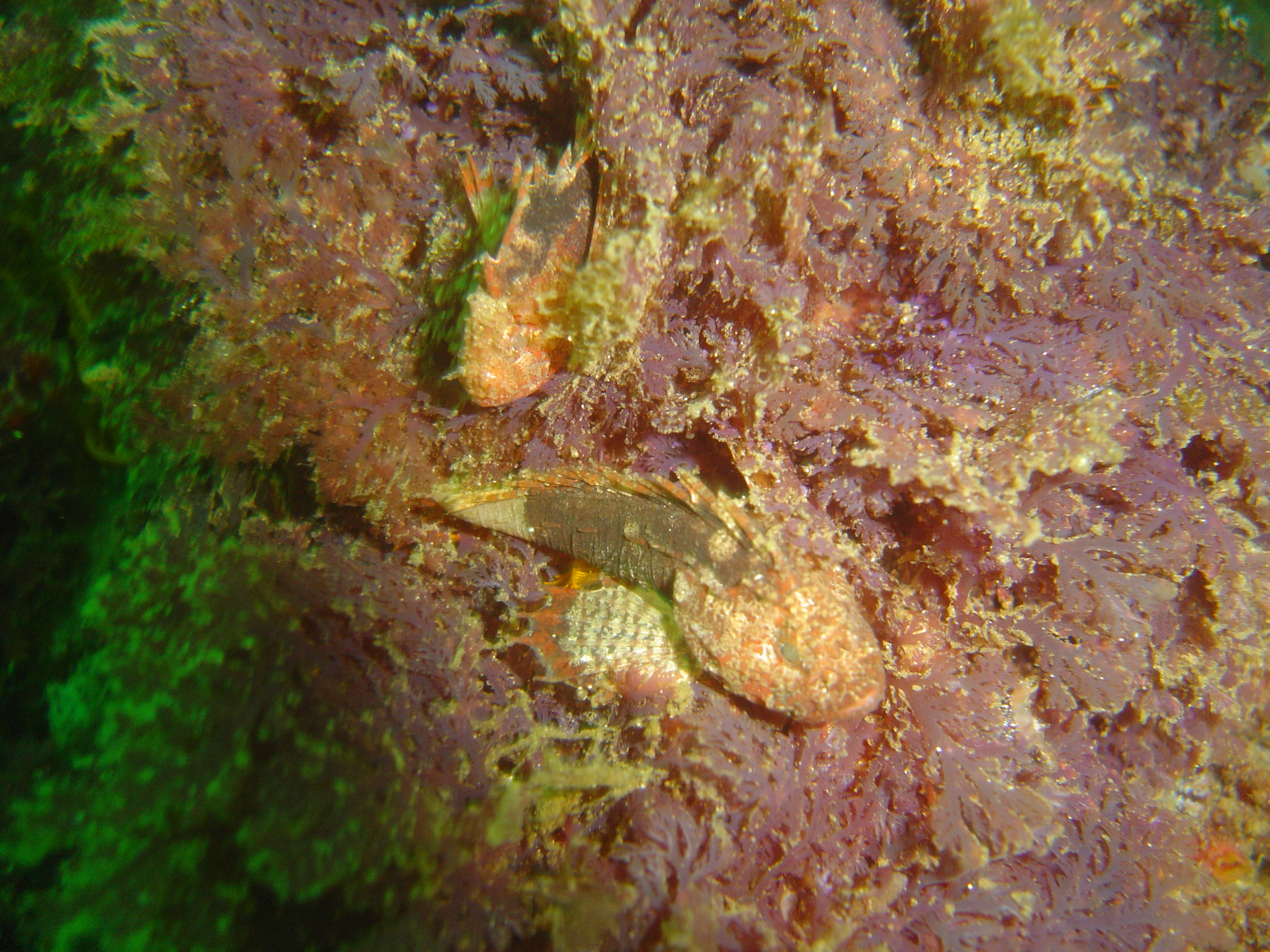
Exemplar de la península del Cap (Sud-àfrica)

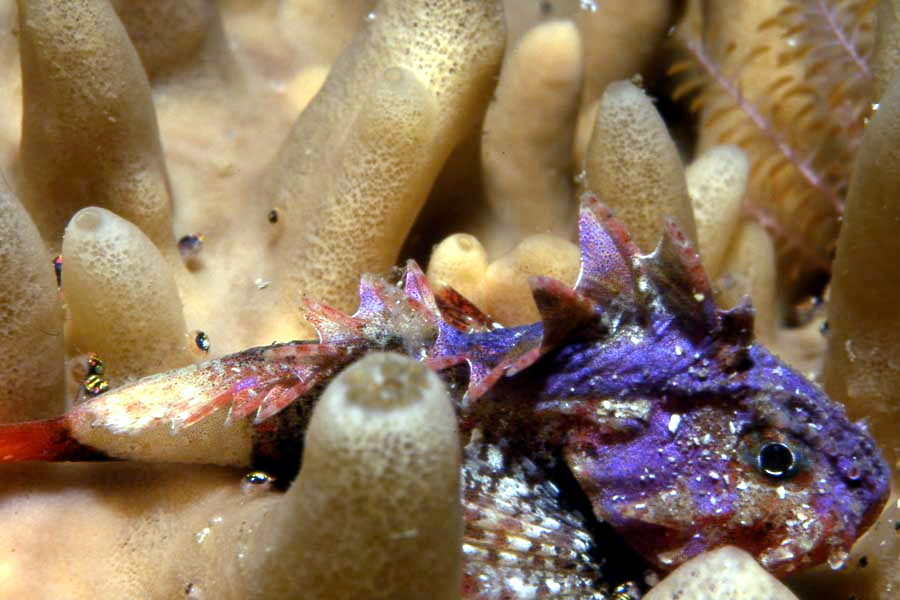

Coccotropsis gymnoderma és una espècie de peix pertanyent a la família dels tetrarògids i l'única espècie del gènere Coccotropsis.

## Etimologia
Coccotropsis prové dels mots grecs kokkos (baia, llavor) i tropsis, tropo (gir).

## Descripció
Fa 4 cm de llargària màxima i és de color vermell terrós amb una taca blanca al ventre i la part posterior del cos. 14-16 espines i 5-6 radis tous a l'única aleta dorsal. 3 espines i 3-6 radis tous a l'anal. Aletes pectorals amb 11-12 radis tous. Absència d'aleta adiposa. 8-11 escates a la línia lateral, la qual és contínua. 6-12 branquiespines.

## Alimentació
Es nodreix de peixets i crustacis, i el seu nivell tròfic és de 3,1.

## Hàbitat i distribució geogràfica
És un peix marí, demersal (entre 9 i 108 m de fondària) i de clima subtropical, el qual viu a l'Atlàntic sud-oriental: és un endemisme dels esculls poblats per cogombres de mar i crinoïdeus des de la península del Cap fins a la badia d'Algoa a Sud-àfrica. Sembla que podria trobar-se també a les illes Seychelles, però Randall i van Egmond no hi són d'acord.

## Observacions
És inofensiu per als humans, el seu índex de vulnerabilitat és baix (18 de 100) i tendeix a romandre quiet, confiant en el seu camuflatge, abans de fugir en cas de perill.